# Mortier de 120 mm Rayé/Embarqué
Le 2R2M (Rifled Recoiled Mounted Mortar), aussi appelé Mortier de 120 mm Rayé/Embarqué, est un mortier français de 120 mm fabriqué par Thales sur son site de La-Ferté-Saint-Aubin. Il arme les mortiers automoteurs de l'armée française et de plusieurs autres armées étrangères.

## Historique

### Développement initial
Le développement par TDA Armements du 2R2M commence en 1992 sur fonds propres, à partir du mortier tracté Mo-120-RT. Il reprend le tube rayé du mortier et l'adapte sur un affût capable d'encaisser le recul du tir par le véhicule porteur. Le 2R2M est lancé en 1993, bien que de nouvelles fonctionnalités lui soient ajoutées au fil du temps pour augmenter son efficacité, tandis que son développement prend fin en 1994.

### Développement du Dragon Fire
En 1997 et 1998, l'United States Marine Corps Warfighting Laboratory (en) conçoit le Dragon Fire à partir du 2R2M qui est fabriqué en 1998 par la Rock Island Arsenal et testé en 2001 et 2002. Le Dragon Fire II est ensuite conçu en 2003 pour pouvoir être intégrés dans un véhicule LAV-25 en cinq minutes, le tout étant fabriqué en 2004.
Le Dragon Fire est intégré au système Advanced Field Artillery Tactical Data System pouvant tirer en moins d'une minute en faisant coup au but du premier coup. Il s'agit du premier système “sensor-to-shooter” , qui peut être transporté par véhicule LAV-25, par hélicoptère CH-53 Sea Stallion ou par avion MV-22 Osprey.
Le Dragon Fire ne fut pas mis en service dans le programme Expiditionary Fire Support System et est maintenant dans le Picatinny Arsenal (en).

### Intégration au programme Scorpion
Dans le cadre du programme Scorpion, un contrat est passé en décembre 2019 par la Direction Générale de l'Armement pour intégrer le mortier 2R2M sur le VBMR Griffon et dans la chaîne d'Automatisation des Tirs et des Liaisons de l’Artillerie Sol-sol (ATLAS)  sous l’appellation Mortier Embarqué Pour l’Appui au Contact (MEPAC). Les premiers tirs de qualification industrielle ont lieu en 2021.
En mars 2025, la Section Technique de l’Armée de Terre achève une première évaluation technico-opérationnelle, pour vérifier que le Griffon MEPAC répond aux exigences de l’Etat-Major de l’Armée de Terre exprimées en 2018. D'autres évaluations doivent avoir lieu, notamment par les spécialistes NRBC du 2e Régiment de Dragons pour étudier sa décontamination ou son comportement par temps froid et temps chaud au cours de projections hors de France. L’autorisation d’emploi devrait être prononcée rapidement.

## Caractéristiques

### Mortier
Le 2R2M est mis en service par quatre servants (un chef de pièce, un pointeur, un tireur et un conducteur) grâce à un chargement semi-automatique permettant de tirer dix coups par minute ou douze coups en 90 secondes. Le pointage est automatique grâce à un boitier de pointage guidé par un odomètre, un navigateur terrestre et une centrale inertielle Sigma 30 équivalente à celle du CAESAR assurant une précision de l’ordre du millième de radian,.
Cette centrale inertielle permer d'effectuer un premier tir en moins d'une minute, au lieu des dix minutes nécessaire au Mo-120-RT, tout en pouvant faire des tirs d'efficacité dès le premier coup puisque qu'aucun tir d'ancrage n'est nécessaire, contrairement aux mortiers tractés. Le 2R2M peut faire feu tous azimuts, même si l'Armée de Terre refuse d’orienter le tube vers l’avant du véhicule pour éviter que le souffle n’endommage le tourelleau téléopéré qui y est installé.

### Véhicule porteur
Le 2R2M peut être intégré sur tous les véhicules blindés d'une classe supérieure à 10 tonnes grâce à son faible volume tandis que la mobilité n'est pas impactée par la masse réduite du mortier, limitée à 1,4 tonnes. Le véhicule est banalisé lorsqu'il se déplace, et ouvre ses trappes de toit pour tirer.
En fonction des véhicules porteurs, 40 à 80 munitions prêtes au tir peuvent être transportées dans le véhicule, qui peuvent être :
- M113
- VBM Freccia
- FNSS ACV-15 (en)
- DefTech AV8 (en)
- Véhicules de l'Avant Blindé
- Griffon MEPAC
- Type 16
- Mowag Piranha[2]
- Sherpa Light[11]

### Munitions
Le 2R2M peut tirer toutes les munitions du Mo-120-RT, mais est deux fois plus précis que ce mortier.

## Utilisateurs

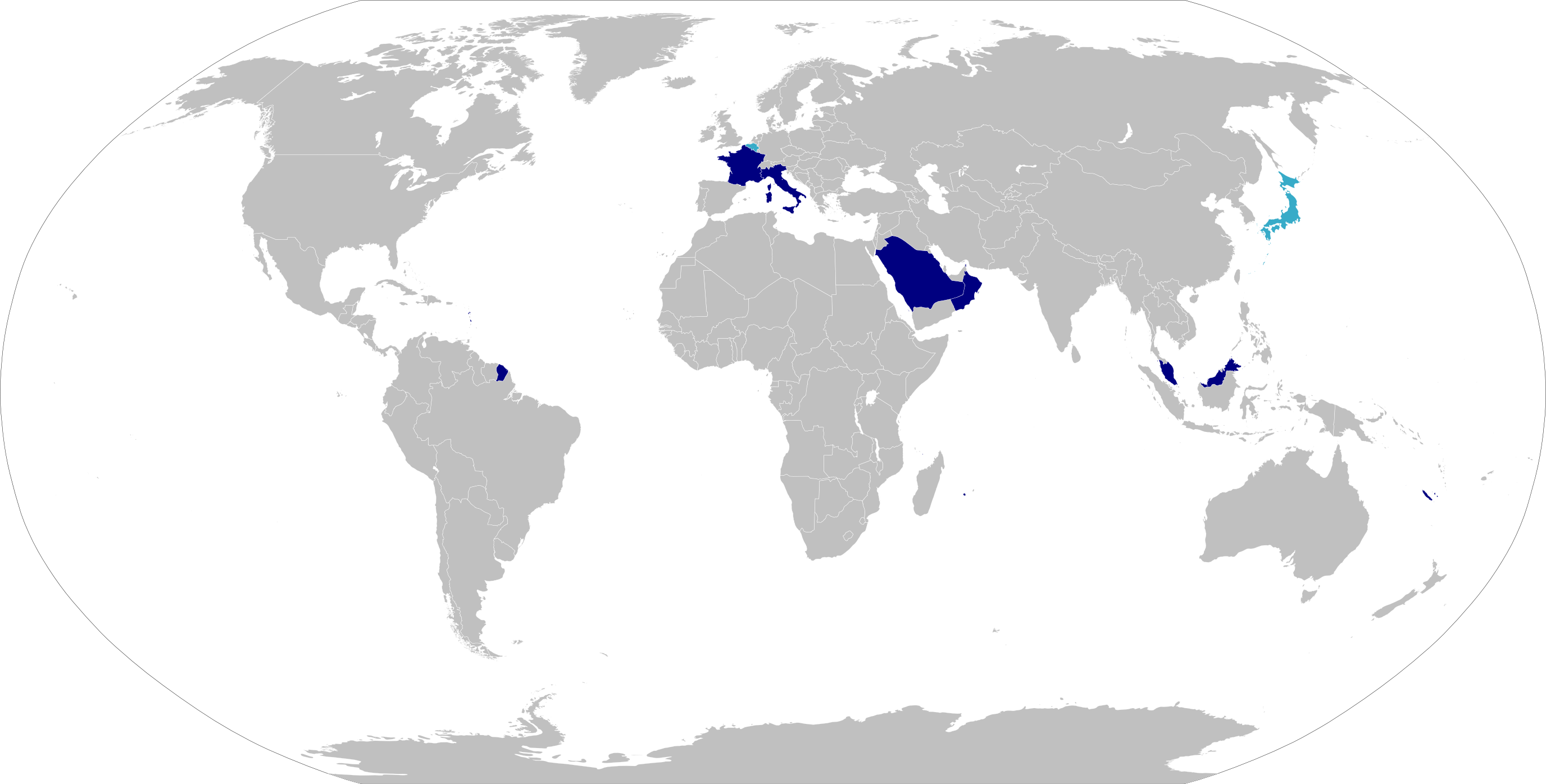
Utilisateurs du mortier 2R2M
Actuels pays utilisateurs
Futurs pays utilisateurs

### Utilisateurs actuels
Arabie saoudite
Garde Nationale : 25 2R2M sont livrés en 2009 et 2010 pour être intégrés sur des M113.
 France
Armée de terre : 54 2R2M  intégrés sur des Griffon MEPAC sont commandés en 2022 pour remplacer les Mo-120-RT des régiments d'artillerie à raison de huit exemplaires par régiment. Les dernières livraisons sont attendues en 2028.
En décembre 2024, le premier exemplaire est livré au 8e Régiment du Matériel, les deux exemplaires suivants devant être livrés début 2025 à l’École de l’Artillerie et à l’École du Matériel pour assurer l’appropriation par les chefs de pièce et la formation des maintenanciers. Le premier régiment équipé du Griffon MEPAC devrait être le 3e Régiment d'Artillerie de Marine, après une réception par le 1er Régiment de Chasseurs d’Afrique qui est chargé de vérifier le bon fonctionnement des matériels et de les livrer aux unités.
 Italie
Armée de terre italienne : 59 2R2M sont livrés entre 2014 et 2024 pour être intégrés sur des VBM Freccia.
 Malaisie
Forces armées malaisiennes : 16 2R2M sont livrés entre 2010 et 2019, huit sont intégrés sur des FNSS ACV-15 (en) et huit autres sur des DefTech AV8 (en) .
 Oman
Armée royale d'Oman : 6 2R2M sont livrés en 2009 pour être intégrés sur des Véhicules de l'Avant Blindé.

### Futurs utilisateurs
Belgique

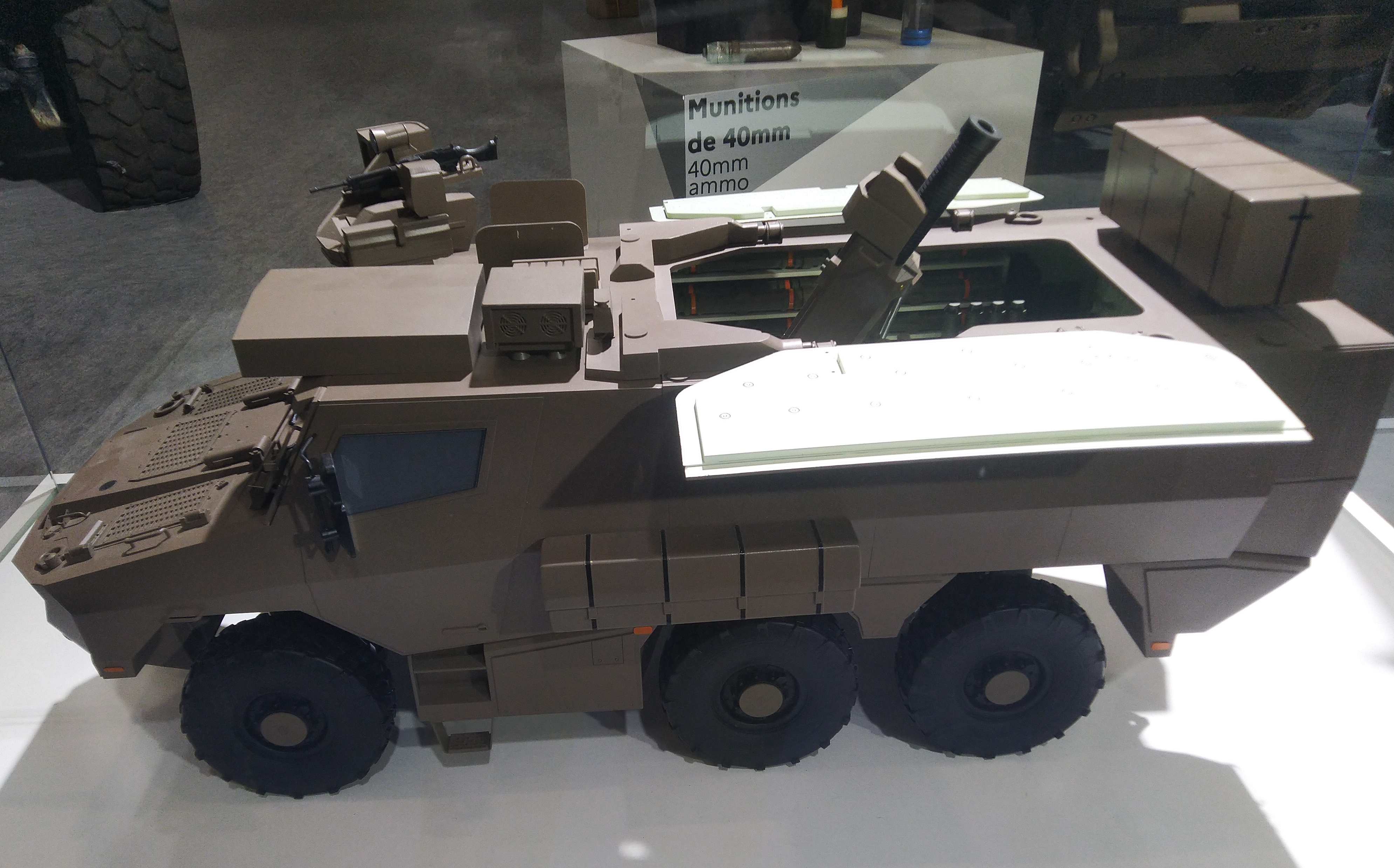
Maquette du Griffon MEPAC

Composante terre : 24 2R2M sont commandés en 2023 pour être intégrés sur des Griffon MEPAC dans le cadre du partenariat franco-belge CaMo, ils doivent remplacer les Mo-120-RT actuellement en service.
 Japon
Forces terrestres d'autodéfense japonaises : 8 2R2M sont commandé en 2024 pour être intégrés sur des Type 24 MM (pour Manoeuvre Mortar) basé sur le Type 16, une commande totale de cent exemplaires est aussi envisagée.

### Ventes potentielles
Brésil
Arrmée de terre brésilienne : 104 VBTP-MR Guarani équipés de mortiers de 120 mm doivent être commandés, le choix du mortier doit se faire entre le 2R2M de Thales, le Cardom d'Elbit Systems, le Cobra de RUAG, le NEMO de Patria, le mortier de ST Engineering ou celui de BAE Systems.

### Echec commercial
États-Unis
United States Marine Corps : le 2R2M sert de base au Dragon Fire et au Dragon Fire II developpé pour remplir le rôle de l'Expeditionary Fire Support System. Cependant c'est le Mo-120-RT qui est sélectionné pour ce programme d'armement.

## Engagements

### Guerre civile yéménite
Lors de la guerre civile yéménite, les M113 de l'Arabie saoudite équipés de mortiers 2R2M  sont utilisés pour bombarder les Houthis.